# Loi des terres fédérales
La Loi des terres fédérales de 1872 (connue aussi sous son titre officiel, Acte concernant les terres de la Puissance) établit les « règles » qui encadreront la colonisation et le développement de l’Ouest canadien. La Loi s’applique à l’ensemble du territoire que le Canada a acquis de la Compagnie de la Baie d'Hudson en 1870 (Terre de Rupert). 
Le gouvernement du Dominion veut asseoir son avenir politique et économique après la Confédération de 1867 ; il décide d'encourager la colonisation de l'ouest, en concédant des terres à des individus, des compagnies de colonisation, la Compagnie de la Baie d’Hudson, des municipalités, des groupes religieux et des sociétés de chemin de fer. 
La Loi des terres fédérales a reçu l'approbation royale le 14 avril 1872. 
La loi est inspirée de la loi américaine sur le peuplement des terres de 1862 (Homestead Act). Elle établit, notamment, l’éligibilité et les responsabilités des colons, elle définit les unités de mesure standard pour l’arpentage et la division des terres. 
La loi a été abrogée en 1929-1930, pour rétrocéder la responsabilité des terres et des ressources du gouvernement fédéral aux provinces du Manitoba, de la Saskatchewan  et de l’Alberta. 

## Contexte constitutionnel
Les Actes de l’Amérique du Nord britannique (AANB) sont un ensemble de lois du Parlement britannique adoptées entre 1867 et 1975, qui ont établi, puis successivement amendé, la constitution de la Confédération canadienne. L'Acte de l'Amérique du Nord britannique de 1871  (34-35 Victoria, c.28), adopté le 29 juin 1871, ratifie deux lois adoptées par le Parlement du Canada, l'Acte de 1869 concernant le territoire du Nord-Ouest et l'Acte du Manitoba de 1870, et autorise la création de provinces additionnelles sur des territoires non compris dans une province. Il accorde au Canada l'autorisation de créer de nouvelles provinces et de nouveaux territoires ainsi que de modifier les frontières des provinces avec l'accord des provinces concernées. Il reconnaît ainsi la création de la province du Manitoba et l'intégration au Canada de la Terre de Rupert et du territoire du Nord-Ouest, ce qui permettra au Parlement canadien et aux législatures de l'Ontario et du Québec d'agrandir les frontières de l'Ontario et du Québec pour intégrer une partie de ces nouveaux territoires.

## Conditions
À l’origine, toute personne de plus de 21 ans a droit à la concession d’un lot de 65 hectares, soit un quart de "section". Il faut acquitter des frais administratifs de 10 $. les colons disposent ensuite de trois ans pour construire une "résidence habitable", défricher la terre pour "établir une ferme" et cultiver une zone déterminée chaque année. Ils doivent impérativement résider sur le lot pendant au moins six mois de chacune des trois années, afin d'éviter la spéculation foncière.
À l'issue des trois ans, si les autorités jugent ll'installation accomplie, le colon devient propriétaire de la terre et obtient le droit d’acheter jusqu’à une section complète (260 ha). En cas d'échec, la terre peut être remise à la disposition d’autres colons.

## Modifications
Au cours de ses 58 années d’existence, des amendements viennent modifier la Loi chaque année.
- 1872 : Mise de côté certaines terres pour les réserves des Premières nations, reprenant le principe ayant permis la création du Manitoba [9].
- 1873 : l’âge minimum est ramené à 18 ans pour faciliter l’installation de jeunes familles.
- 1873 : Création du département de l’Intérieur pour administrer cinq services, soit les Terres fédérales, les Affaires indiennes, la Commission géologique du Canada, les Terrains de l’artillerie et de l’Amirauté et les Territoires du Nord-Ouest.
- 1876 : Les femmes de plus de 18 ans qui sont le seul soutien d’une famille deviennent éligibles
- 1885 : Les terres des Métis n’étaient pas assujetties à la Loi des terres fédérales, mais administrées par le gouvernement à l’aide du système des certificats.
- 1883 : Sanctuariation de certaines terres pour les futurs parcs nationaux.
- 1919 : Après la première guerre mondiale, les veuves des anciens combattants peuvent recevoir des concessions.

## Chiffres
- 198 millions d'acres / 80 millions d’hectares[10].
- près de 1,25 million de propriétés offertes, soit la plus grande grille de levé (relevé cadastral) au monde.
- Plus de 625 000 concessions ont été émises entre 1870 et 1930.
- Des centaines de milliers de nouveaux arrivants se sont installés dans la région ; de 1896 à 1905, le nombre d’immigrants passe de 16 835 à 141 465 par année. En 1914, à peu près 170 000 Ukrainiens, 115 000 Polonais et des dizaines de milliers d’immigrants allemands, français[11], norvégiens et suédois s’installent dans l’Ouest

## Certificats des Métis
Après 1885, pour faciliter l'accès de l'ouest aux colons, le gouvernement fédéral propose aux familles Métis d'échanger leurs titres fonciers contre des "Certificats". Ceux-ci permettent d'obtenir soit de la terre (65 ha ou 97 ha), soit de l'argent (160 $ ou 240 $). Beaucoup d'ententes avec les Métis sont réalisés de manière peu scrupuleuse, ou en faisant pression sur eux. D'autres certificats sont négociés dans le cadre des Traités n° 5, n° 8, n° 10 et n° 11.